# بحدل بن أنيف الكلبي
بحدل بن أنيف الكلبي سيد قبيلة بني كلب، مسيحي مثل معظم رجال قبيلته في ذلك الوقت، حصل بحدل على دور بارز لعائلته وبني كلب بعد أن زوج ابنته ميسون إلى معاوية بن أبي سفيان والذي أصبح خليفة فيما بعد.